# Ambulance cannibale non identifiée
Ambulance cannibale non identifiée este un roman science-fiction  de Serge Brussolo. A apărut prima oară în 1985 la editura 	Fleuve Noir. Este al doilea roman din seria Les soldats de goudron, după Les Fœtus d'acier (1984), fiind urmat de Le rire du lance-flammes (1985).

## Povestea
O epidemie ciudată a pus stăpânire pe umanitate: mii de oameni, sub conducerea ideologilor nebuni, părăsesc totul, locul de muncă, casa, familia, fără niciun motiv doar pentru a începe să meargă fără încetare pe drumuri, până la epuizare. Ideologii "marelui marș" golesc treptat toate orașele și provoacă teroare celor pe care îi numesc "susținători ai imobilității". După ce au încercat toate mijloacele de represiune, autoritățile, copleșite, trimit ambulanțe ciudate pentru a recupera și a încerca să vindece pietonii. Dar "marele marș" este de fapt o boală infecțioasă și ceva se întâmplă cu cei care dispar în burțile ambulanțelor. Jane, eroina romanului, conduce una dintre aceste mașini uriașe și automatizate. Încetul cu încetul, pune la îndoială totul.
Autorul explică el într-o notă că s-a inspirat din legenda sindromului comportamentului sinucigaș colectiv care ar anima coloniile de lemming, rozătoare care trăiesc în Scandinavia.

## Traduceri în limba română
- N/A